# Séleucos Ier
Pour les articles homonymes, voir Séleucos.
Séleucos Ier Nicator, « le Vainqueur » (en grec ancien Σέλευκος Νικάτωρ / Séleukos Nikátôr), né vers 358 av. J.-C. à Europos en Macédoine et mort en septembre 281 av. J.-C. près de Lysimacheia, est un général et un diadoque d'Alexandre le Grand. Désigné satrape de Babylonie au moment du partage de l'empire, il est proclamé roi vers 305 av. J.-C. Il est le fondateur de la dynastie des Séleucides et le dernier survivant des grands généraux d'Alexandre. 
Rival d'Antigone le Borgne et principal allié de Ptolémée durant les guerres des Diadoques, il parvient à conserver ses possessions en Asie à l'issue de la guerre babylonienne puis à étendre son autorité de la Perside jusqu'aux frontières de l'Inde, concluant en 303 av. J.-C. une paix avec l'empereur Chandragupta Maurya. En 301, il défait avec Lysimaque Antigone à la bataille d'Ipsos et récupère la partie orientale de l'Asie Mineure et la Syrie. Il associe son fils Antiochos au pouvoir à partir de 294. Inquiet de la politique de Lysimaque qui s'est proclamé roi de Macédoine, il entre en guerre contre lui et le défait à la bataille de Couroupédion, mais il périt assassiné par la main de Ptolémée Kéraunos. 
Roi bâtisseur et promoteur de la fusion des élites irano-macédonienne (son fils et héritier a pour mère Apama, une Perse), Séleucos a posé les fondations d'un empire oriental qui perdure autour de la Syrie et de la Babylonie, malgré son déclin, jusqu'au Ier siècle av. J.-C.

## Biographie

### Carrière sous Alexandre

#### Origines et ascension
Séleucos est né à Europos en Macédoine, probablement en 358 av. J.-C. Justin, source la plus fiable à ce sujet, affirme en effet qu'il a 77 ans au moment de la bataille de Couroupédion en 281. Selon Justin, Séleucos est le fils d'Antiochos, officier de Philippe II, et de Laodicé de Macédoine. Mais aucune source antique ne mentionne les états de service de son père, bien qu'on suppose qu'il soit d'origine aristocratique. Plus tard, Seleucos a nommé un grand nombre de cités d'après le nom de ses parents. Il est choisi pour devenir page (paides), comme Perdiccas, une tradition pour les descendants de familles nobles avant qu'ils ne servent comme officiers dans l'armée royale.
Une légende prétend qu'Antiochos aurait dit à son fils avant qu'il ne parte combattre les Perses avec Alexandre que son vrai père est en fait Apollon. Le dieu aurait laissé un anneau avec une image d'une ancre en guise de présent à Laodicé. Seleucos aurait porté une tache de naissance en forme d'ancre. Il a été rapporté que les fils et petits-fils de Séleucos ont eu des taches de naissance similaires. Une légende semblable existe à propos d'Alexandre, laissant à penser qu'elle n'est que propagande afin de présenter Séleucos comme l'émule du Conquérant.
Le jeune Séleucos, âgé de 23 ans en 334 av. J.-C., participe aux débuts de la conquête de l'Asie en qualité d'officier dans la cavalerie des Compagnons.

#### Commandant des hypaspites
Séleucos se distingue plutôt à la fin du règne d'Alexandre, notamment en Inde à partir de 327 av. J.-C. en devenant commandant des hypaspistes, élite de l'infanterie macédonienne. Il est mentionné par Arrien comme accompagnant Alexandre, Ptolémée et Lysimaque lors de la traversée de Hydaspe. Lors de la bataille de l'Hydaspe, il dirige ses troupes contre les éléphants de guerre de Poros ; mais il ne semble pas avoir commandé un bataillon conséquent comme c'est le cas pour Héphaistion, Cratère, Léonnatos ou Peithon, sachant que les « Porteurs de boucliers royaux » restent constamment à la disposition d'Alexandre. Il participe ensuite à la campagne dans la vallée de l'Indus contre les Malliens et à l'éprouvante traversée du désert de Gédrosie.
Lors des noces de Suse célébrées en 324, Séleucos épouse, selon la volonté d'Alexandre, la fille de Spitaménès, Apama. Il est l'un des rares généraux macédoniens à avoir conservé son épouse perse.
Il est mentionné à plusieurs reprises peu avant la mort d'Alexandre. Il prend d'abord part à un voyage en bateau dans les marais près de Babylone. Le diadème d'Alexandre est soufflé de sa tête et atterrit sur des roseaux près des tombes des rois assyriens. Un matelot nage pour récupérer le diadème, le place sur sa propre tête tout en revenant au bateau pour le garder au sec. Il reçoit en récompense un talent, mais ensuite Alexandre le fait tuer suivant l'avis des Chaldéens qui lui proclament qu'une tête qui a porté son diadème doit mourir. Arrien, d'après Aristobule, raconte que l'infortuné a plutôt été battu de verges. Toujours d'après Arrien plusieurs auteurs antiques attribuent l'intervention à Séleucos, comme « un présage de sa grandeur future ». Arrien écrit d'ailleurs que « Seleucos, de tous ceux qui succédèrent [à Alexandre], fut celui qui, dans le plus haut rang, s'en montra le plus digne ». Il participe ensuite au banquet dionysosiaque organisé par Médios de Larissa durant lequel Alexandre tombe malade. Il dort enfin dans le temple de Sarapis dans l'espoir que la santé d'Alexandre puisse s'améliorer. La validité de cette histoire est discutable, sachant que le Sarapis gréco-égyptien n'existe pas encore à l'époque, ou alors Séleucos a demandé l'intercession d'une autre divinité.

### Diadoque d'Alexandre

#### Séleucos et le partage de l'empire

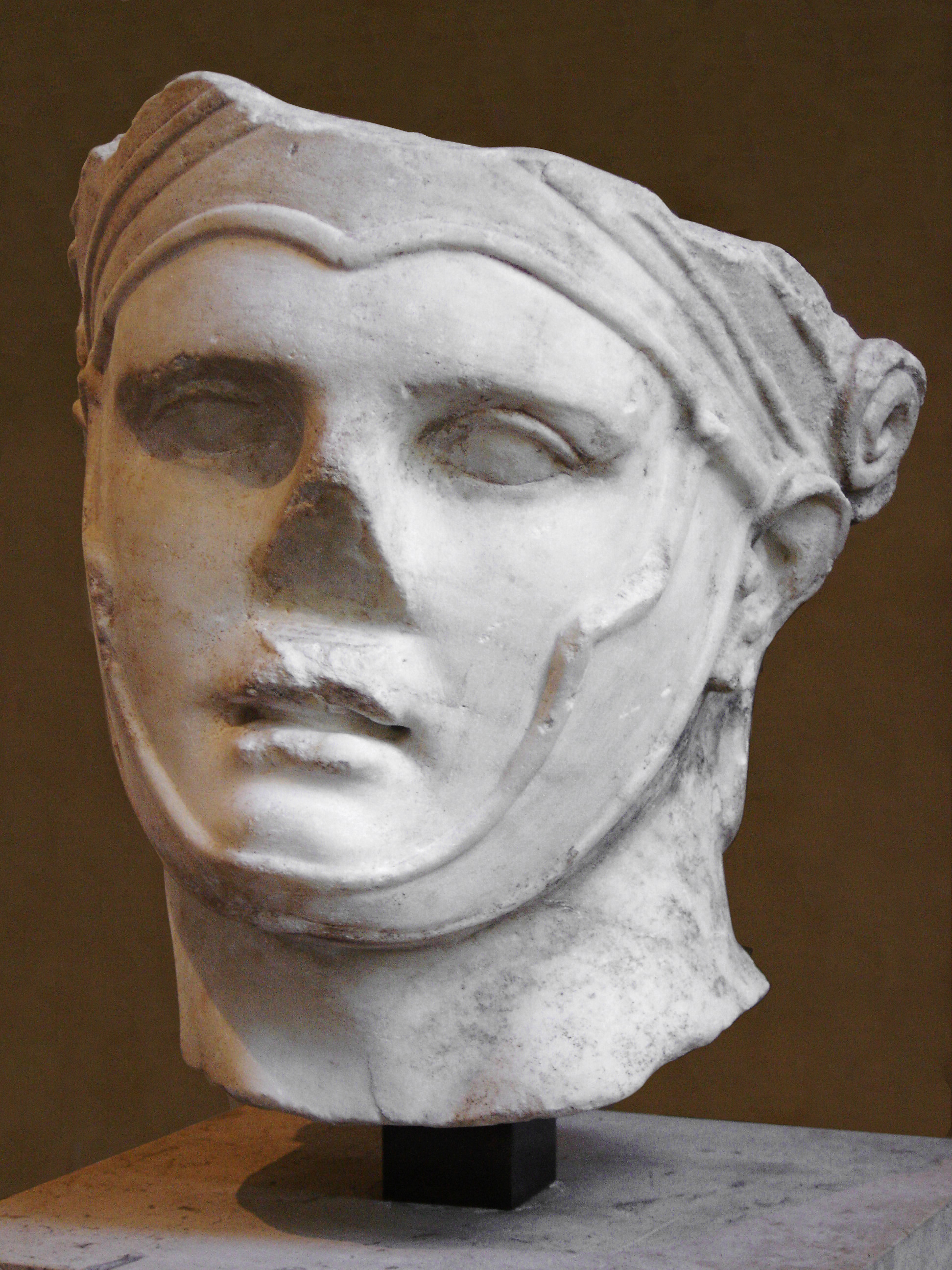
Copie romaine d'un buste de Séleucos, musée du Louvre.

Par les accords de Babylone qui partagent l'empire après la mort d'Alexandre en juin 323 av. J.-C., Séleucos est désigné hipparque de la cavalerie des Compagnons, commandement prestigieux qu'ont exercé avant lui Héphaistion et Perdiccas. Il devient alors le deuxième officier de l'armée royale dans l'ordre hiérarchique, après le chiliarque (régent) Perdiccas. La guerre éclate rapidement entre ce dernier et les « forces centrifuges » dont principalement Antipater et Ptolémée. Séleucos fait partie, avec Peithon et Antigénès, du complot des officiers qui assassinent Perdiccas au printemps 321 lors de la campagne en Égypte contre Ptolémée.
À l'occasion des accords de Triparadisos en mai 321 et en récompense de sa participation à l'assassinat de Perdiccas, Séleucos reçoit la satrapie de Babylonie, succédant à Archon en place depuis 323. Il reçoit donc une région centrale en Asie, sachant que Babylone est supposée être la capitale de l'empire d'Alexandre, ce qui affirme les ambitions d'un homme opiniâtre et de talent.

#### Séleucos contre Antigone
En 318-317 av. J.-C., Séleucos prend parti pour Antigone le Borgne dans le conflit qui l'oppose à Eumène de Cardia, stratège du régent Polyperchon. Eumène lui livre bataille sur les rives de l’Euphrate et s’empare de la citadelle de Babylone. Eumène tente par la suite de traverser le Tigre mais Séleucos fait inonder le passage en rompant les digues d’un canal. Craignant que sa satrapie ne soit occupée, Séleucos finit par proposer une trêve à Eumène. Vainqueur de ce dernier à la bataille de Gabiène, Antigone occupe la Babylonie vers 315. Séleucos aurait refusé d'abandonner les finances de sa satrapie, ce qui entraîne les représailles d'Antigone, qui affiche l'ambition de reconstituer à son profit l'empire d'Alexandre. Séleucos fuit alors en Égypte, avec 50 de ses philoi, et forme une coalition avec Ptolémée, Cassandre et Lysimaque.
Arrivé en Égypte, Séleucos envoie en effet ses messagers en Grèce pour informer Cassandre et Lysimaque au sujet d'Antigone, devenu le plus puissant des diadoques. Les alliés envoient une proposition à Antigone dans laquelle ils lui demandent de permettre à Séleucos de retourner à Babylone. Antigone refuse et marche vers la Syrie d'où il projette d'attaquer Ptolémée en 314. Séleucos, devenu l'amiral de Ptolémée, entreprend le siège de Tyr. Puis, il est envoyé, à la tête de 100 navires, attaque Rhodes, place stratégique alliée à Antigone. La flotte apparait trop petite pour vaincre Rhodes, mais assez grande pour contraindre Asandros, le satrape de Carie, à rejoindre le parti de Ptolémée. En guise de démonstration de force, Séleucos envahit Érythrées en Ionie. Pendant ce temps Polémée, neveu d'Antigone, attaque Asandros. Séleucos doit retourner à Chypre, où Ptolémée a déjà envoyé son frère Ménélaos avec 10 000 mercenaires et 100 vaisseaux. Les deux généraux commencent alors à assiéger Cition. Antigone déplace la plus grande partie de sa flotte en mer Égée et son armée en Asie Mineure. Ptolémée saisit l'occasion d'envahir la Syrie où il défait Démétrios (fils d'Antigone) à la bataille de Gaza en 312, à laquelle Séleucos a très probablement participé. La mort au combat de Peithon, le satrape de Babylonie installé par Antigone, lui donne l'occasion de reprendre ses anciennes possessions.
La défaite infligée à Démétrios permet à Séleucos de reconquérir sa satrapie puis de se lancer dans la conquête des provinces iraniennes (Perside, Médie, Susiane). Séleucos a bien préparé son retour à Babylone. Il reçoit de Ptolémée 800 hommes d'infanterie et 200 cavaliers. En chemin, il recrute des soldats dans les colonies et parvient à Babylone avec 3 000 hommes. Le commandant de Peithon, Diphilus, se barricade dans la forteresse de la cité ; mais Séleucos l'investit rapidement. Les amis de Séleucos restés en captivité sont relâchés. Le retour de Séleucos à Babylone en 311 est considéré comme le début de l'ère séleucide par les Chroniques babyloniennes.
Antigone, après avoir conclu une trêve avec ses autres adversaires en se faisant reconnaître l'intégralité de l'Asie, se consacre alors exclusivement à la lutte contre Séleucos qui n'a pas été inclus dans le traité de paix. Mais Séleucos parvient à définitivement repousser Antigone en 309 à l'issue de la guerre babylonienne. Séleucos profite de cette victoire pour étendre sa domination sur les satrapies de Haute Asie (Drangiane, Sogdiane, Bactriane, Arie, etc.), jusqu'à l'Inde qu'il atteint en 308.

#### Séleucos et l'Inde
À partir de 305 av. J.-C., Séleucos engage contre le prince indien Chandragupta Maurya un conflit qui se règle par un traité de paix en 303. D'après Appien, Séleucos traverse l'Indus pour livrer combat à Chandragupta Maurya, fondateur de la dynastie Maurya qui a fait la conquête des régions les plus orientales de l'empire d'Alexandre. Mais la campagne est un échec, sans que l'on en connaisse les circonstances. Les deux souverains ont finalement scellé un traité : Séleucos doit abandonner les satrapies indiennes de l'empire, dont le Gandhâra et les Paropamisades, ainsi que les parties orientales de l'Arachosie et de la Gédrosie ; mais il parvient à conserver la Sogdiane et la Bactriane, terre d'origine de son épouse Apama. Cet accord s'accompagne d'un mariage entre une fille de Séleucos et le roi Maurya. Séleucos reçoit par ailleurs un contingent de 500 éléphants de guerre.
Séleucos envoie par ailleurs Mégasthène, résidant alors en Arachosie auprès du satrape Sibyrtios, en ambassade à la cour de Pataliputra sur le Gange. D'après Pline l'Ancien, les voyages d'exploration permettent aux Gréco-Macédoniens de connaître les régions septentrionales de l'Inde ainsi que les distances séparant les principales villes d'Inde.

### Basileus Nikatôr

#### Séleucos et la nouvelle coalition contre Antigone

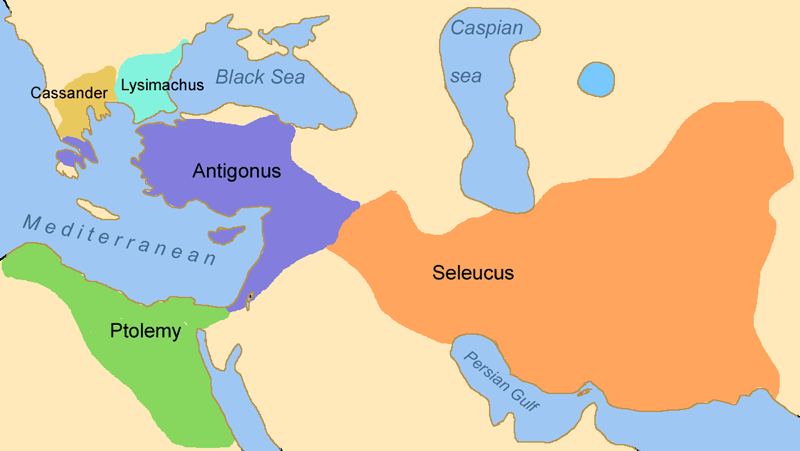
Les royaumes des Diadoques avant -301

Suivant l'exemple d'Antigone, Séleucos prend le titre de roi (basileus) lors de l'« année des rois » vers 305 av. J.-C.. Après la victoire de Démétrios contre Ptolémée, Antigone prend, ainsi que son fils, le titre royal. Les autres Diadoques (Ptolémée, Lysimaque, Cassandre et Séleucos) vont à leur tour se proclamer rois. Les Chroniques babyloniennes reconnaissent d'ailleurs Séleucos comme roi de Babylone, faisant de la Babylonie la base de son pouvoir politique, sachant que la Perside et la Médie échappent à son autorité complète, ainsi qu'à celle de ses successeurs.
Séleucos peut désormais tourner ses ambitions à l'ouest et dès 304, il se joint à la coalition réunissant Ptolémée, Lysimaque et Cassandre contre Antigone qui entend établir sa domination sur la Grèce et la Mer Égée. En 301, il parvient à regrouper ses forces avec celles de Lysimaque en Phrygie. Antigone est vaincu à la bataille d'Ipsos en 301 par Séleucos grâce aux 500 éléphants de guerre reçus par le traité avec Chandragupta Maurya. Séleucos a isolé la cavalerie de Démétrios, ce qui lui a permis de remporter cette victoire décisive. 
Le royaume d'Antigone est partagé entre les vainqueurs à l'exception de quelques places demeurées dans les mains de Démétrios. Séleucos reçoit la partie orientale de l'Asie Mineure (la majeure partie de l'Asie Mineure revenant à Lysimaque) et revendique la Syrie, dont Ptolémée occupe la partie méridionale. Ce partage est à l'origine des nombreuses guerres de Syrie entre Lagides et Séleucides pour la possession de la Cœlé-Syrie. Séleucos, devenu Nikatôr (« le Victorieux »), est alors avec Ptolémée le Diadoque le plus puissant.
Mais, pris entre Lysimaque et Ptolémée, il entame un rapprochement avec Démétrios qui lui offre en mariage sa fille Stratonice (petite fille d'Antipater) vers 298. C'est probablement dans ce contexte que Séleucos renvoie aux Milésiens la statue d'Apollon prise par les Perses, sachant que Démétrios a été Stéphanèphore à Milet en 295. Ce rapprochement ne dure pas. Démétrios lui réclame en effet la Cilicie, Tyr et Sidon afin de continuer à s'assurer le contrôle de Chypre.
En 294, Séleucos fonde un gouvernement général des satrapies orientales dont il confie la direction à son fils Antiochos (déjà présent à Ipsos), qu'il nomme vice-roi et marie à sa propre épouse Stratonice. Ce partage du pouvoir, attesté par des inscriptions de Didymes, des documents cunéiformes et des émissions monétaires, révèle la difficulté à gouverner un si vaste empire.

#### Ambition macédonienne de Séleucos
En 286 av. J.-C., Démétrios Poliorcète, chassé de Macédoine, mène une expédition en Asie Mineure. Il échoue et tombe entre les mains de Séleucos, son gendre, qui l'assigne à résidence et le traite avec le respect dû à son rang. Il lui reprend néanmoins ses places fortes de Phénicie et d'Asie Mineure.
Après la mort d'Antigone à la bataille d'Ipsos, Lysimaque a récupéré l’Asie Mineure et est devenu maître d'un vaste royaume s’étendant de l’Europe à l’Asie, en incluant la Macédoine. Séleucos et Ptolémée s'inquiètent alors de la grandeur que prend l'empire de Lysimaque. Ce dernier est par ailleurs détesté dans certaines cités à cause de la pression fiscale qu'il exerce. En 282, Séleucos entre en guerre contre Lysimaque, encouragé par Ptolémée Kéraunos et Lysandra, réfugiés à la cour séleucide depuis le meurtre d'Agathoclès, l'héritier de Lysimaque (et beau-frère de Ptolémée Kéraunos) mis à mort par son propre père. Séleucos redoute en effet les ambitions de Lysimaque qui occupe la Macédoine depuis 288 et forme une alliance avec Ptolémée II Philadelphe. Séleucos envahit l'Asie Mineure et obtient notamment le ralliement de Philétairos, gouverneur de Pergame et précurseur de la dynastie attalide. Séleucos vainc Lysimaque qui trouve la mort à la bataille de Couropédion, près de Sardes en Lydie, en février 281. Toutes les cités d'Asie Mineure ont envoyé des ambassades à leur nouveau protecteur. Il est rapporté que Séleucos s'est plaint du nombre de lettres qu'il a été contraint de lire. Il apparaît comme un dirigeant populaire, se plaçant en successeur de Lysimaque qui a imposé aux cités une lourde fiscalité. À Lemnos, il est célébré comme un libérateur et un temple est érigé en son honneur. Philétairos continue de gouverner Pergame de manière indépendante mais livre son trésor à Séleucos.
La bataille de Couroupédion est généralement considérée comme la fin de la période des Diadoques. De ceux-ci ne reste en vie que Séleucos, Ptolémée étant mort en 283. À la fois maître de l'Asie et de l'Anatolie, Séleucos apparaît comme le grand vainqueur.

#### Assassinat de Séleucos

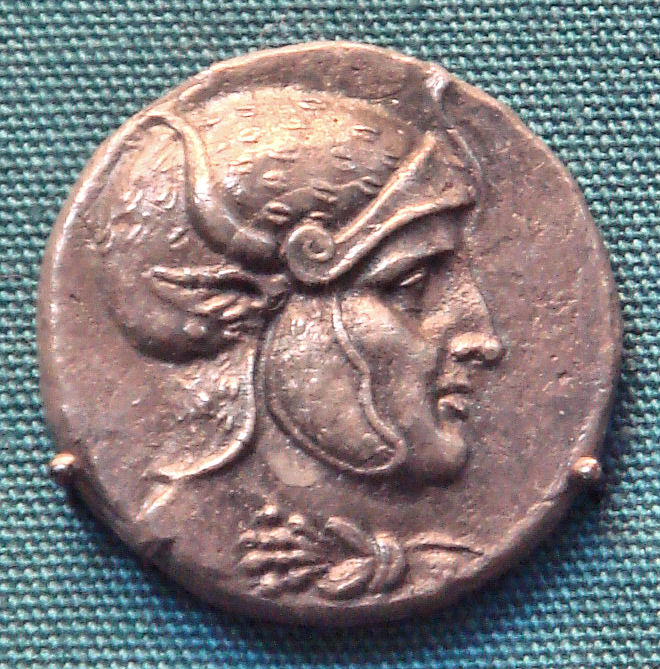
Monnaie à l'effigie de Séleucos.

Après sa victoire contre Lysimaque à Couroupédion, Séleucos manifeste son intention de recueillir l’héritage macédonien, y voyant probablement l'occasion unique de restaurer l'unité de l'empire d'Alexandre, si l'on excepte l'Égypte. Les Diadoques, excepté Ptolémée, ont tous cherché un moment à posséder la Macédoine, comme pour légitimer leur pouvoir. Il franchit donc les détroits à l'été 281 av. J.-C. mais il trouve la mort des propres mains de Ptolémée Kéraunos, pourtant son protégé, près de Lysimacheia en Chersonèse de Thrace.
Ultime survivant des Diadoques, Séleucos laisse l'empire d'Alexandre entre les mains des Épigones. Séleucos a en effet pris le temps de préparer sa succession en associant Antiochos vers 294. Le royaume séleucide revient alors à son fils aîné ; mais celui-ci se trouve trop loin pour interférer dans les affaires de la Macédoine. Ptolémée Kéraunos en profite pour se faire proclamer roi des Macédoniens par l'armée, en se posant en vengeur de Lysimaque.

Antiochos fonde un culte divin en l'honneur de son père à la cour et dans certaines cités. Une inscription d'Ilion conseille aux prêtres de sacrifier à Apollon, ancêtre des Séleucides selon la légende familiale : 

« […] que l'on élève aussi un autel, le plus beau possible sur l'agora et que l'on y inscrive : « du roi Séleucos Nikator » ; que le gymnasiarque accomplisse une offrande sur l'autel (?) pour le roi Séleucos […] le douzième jour ; qu'il institue aussi un concours pour les neoi et les éphèbes ; que l'on organise tous les quatre ans, le 12 du mois de Seleukeon un concours musical, gymnique et hippique ; le jour où l'on apportera l'offrande à l'archégète de sa famille, Apollon, que les douze tribus fassent une procession […] et qu'une trêve judiciaire règne pendant tout le mois ; que pour l'offrande l'on fournisse aux phylarques autant qu'ils obtiennent en l'honneur d'Athéna […] »

— OGIS 212, I. Ilion, 1975, p. 81-82, traduction Laurent Capdetrey.

## Roi fondateur

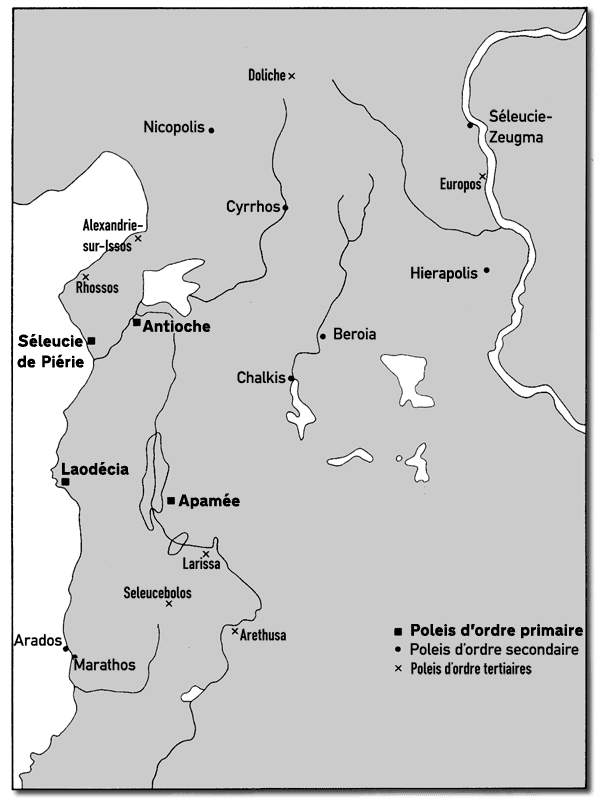
Le réseau urbain de la Syrie séleucide.

### Tétrapole de Syrie
Entre 311 et 306 av. J.-C., Séleucos fonde, au cœur de la Mésopotamie, Séleucie du Tigre (près de l'actuelle Bagdad) et en fait, provisoirement, sa capitale. Elle devient rapidement une grande cité commerciale, supplantant une Babylone en déclin, car abandonnée à son profit.
Étendant son empire à la Syrie après la victoire d'Ipsos, Séleucos fonde sur l'Oronte, principal fleuve de la Syrie antique, la cité d'Antioche, ainsi que son port Séleucie de Piérie, dans l'objectif de concurrencer l'hégémonie d'Alexandrie en Méditerranée orientale. Créée par synœcisme de plusieurs villages avoisinants, et peuplée de familles gréco-macédoniennes déplacées d'Antigonie, Antioche connaît un essor démographique rapide pour devenir l'une des grandes villes de l'époque hellénistique.
Avec les cités de Laodicée (actuelle Lattaquié) et d'Apamée que Séleucos a refondées, Antioche et Séleucie de Piérie forment un ensemble planifié de quatre villes, la tétrapole. Transférée de Séleucie du Tigre à Séleucie de Piérie vers 300, la capitale semble avoir été installée définitivement à Antioche à la fin de son règne.

### De nombreuses fondations urbaines
Séleucos fait aussi bâtir à travers son empire une quinzaine d'autres Antioche de moindre importance, suivi en cela par Antiochos qui poursuit ainsi l'œuvre de son père. Séleucos établit également des cités-forteresses et des garnisons dans des régions plus reculées, comme celle de Doura Europos (du nom de sa cité natale), colonisée par des vétérans gréco-macédoniens.
La fondation de cités de type grec, au plan rectiligne (dit hippodamien), est caractéristique des grands souverains de l’époque hellénistique qui reprennent ainsi l’exemple d’Alexandre. Séleucos entend légitimer son pouvoir et affirmer son récent statut royal. Il se doit aussi de fonder des villes nouvelles pour les populations grecques amenées en Mésopotamie et en Syrie par les conquêtes d’Alexandre. On associe à Séleucos environ 50 fondations de ville, au total.

### Émissions monétaires de Séleucos

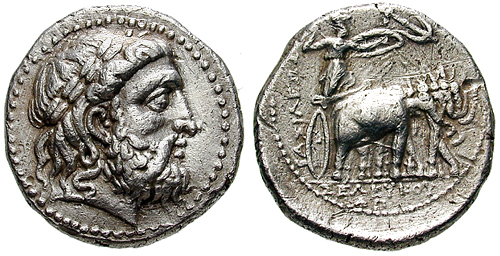
Tétradrachme à l'effigie de Zeus, au revers Athéna juchée sur des éléphants, atelier de Séleucie du Tigre.

Afin de légitimer son pouvoir, Séleucos a fait frapper de nombreuses monnaies. Il a par exemple frappé monnaie à son effigie pendant son séjour en Inde, comme l'atteste la découverte de plusieurs pièces qui le décrivent comme basileus (« roi »), impliquant une datation après 305 av. J.-C. Certaines de ces pièces mentionnent également Séleucos en association avec son fils Antiochos comme roi, ce qui impliquerait une date plus tardive que 294. Aucune monnaie séleucide n'a été frappée par la suite en Inde, confirmant l'annexion du territoire à l'ouest de l'Indus par Chandragupta Maurya. Par le traité avec Chandragupta Maurya, Séleucos reçoit des éléphants qui lui ont donné la victoire à la bataille d'Ipsos. Il décide alors de les représenter sur des monnaies émises dans son empire. D'autres symboles liés à ses victoires figurent sur certaines monnaies : Niké, trophée, etc.
Séleucos s’appuie d'abord sur le modèle des monnaies d'Alexandre, avant de créer une monnaie à sa propre effigie. Tout d'abord, il décide de frapper un tétradrachme à Séleucie du Tigre, au type d'Alexandre, portant l’inscription Basiléos Séleukou (« du roi Séleucos »). Héraclès est représenté sur l’avers. Sur le revers est représenté Zeus tenant une Niké qui personnifie la victoire. Le sceptre dans sa main gauche représente l’autorité. Ces monnaies circulent dans tout l’empire, véhiculant une représentation du roi victorieux et du nouveau pouvoir monarchique en Asie.

## Famille

### Mariage et enfants

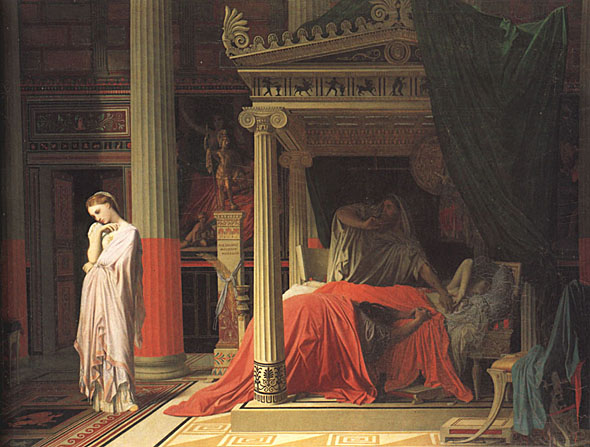
Antiochus et Stratonice, Ingres, fin XVIIIe siècle.

Lors des noces de Suse organisées par Alexandre en 324 av. J.-C., Séleucos épouse la fille du satrape Spitaménès, Apama. Elle donne naissance à un fils et deux filles :
- Antiochos, héritier du trône et donc le seul des Épigones à être d'ascendance iranienne ;
- Apama, (v.-322 - ?), épouse d'Achaïos Ier, qui porte le titre de reine à partir de 305[4] ;
- Laodicé.

Vers 298, Séleucos épouse Stratonice, fille de Démétrios Poliorcète dans le cadre des négociations qui ont cours après la bataille d'Ipsos. De cette union naît une fille : 
- Phila II, future épouse d'Antigone II Gonatas.

Apprenant par le médecin Érasistrate qu'Antiochos se meurt d'amour pour Stratonice, Séleucos s'en sépare et laisse son fils l'épouser en 294. Des historiens modernes y voient surtout un moyen pour Séleucos d'éviter de voir apparaître un nouvel héritier mâle pouvant faire concurrence à son fils aîné, proclamé vice-roi à cette même époque, et entraîner des troubles dynastiques, d'autant plus que cela aurait pu servir de motif d'intervention militaire de la part des Antigonides pour défendre les droits du petit fils de Démétrios.